# Violet Olney
Violet Olney, född 22 maj 1911 i Southwark i Storlondon, död januari 1999 i Addlestone i Surrey, var en brittisk friidrottare.
Olney blev olympisk silvermedaljör på 4 x 100 meter vid sommarspelen 1936 i Berlin.